# Casa de los Montero

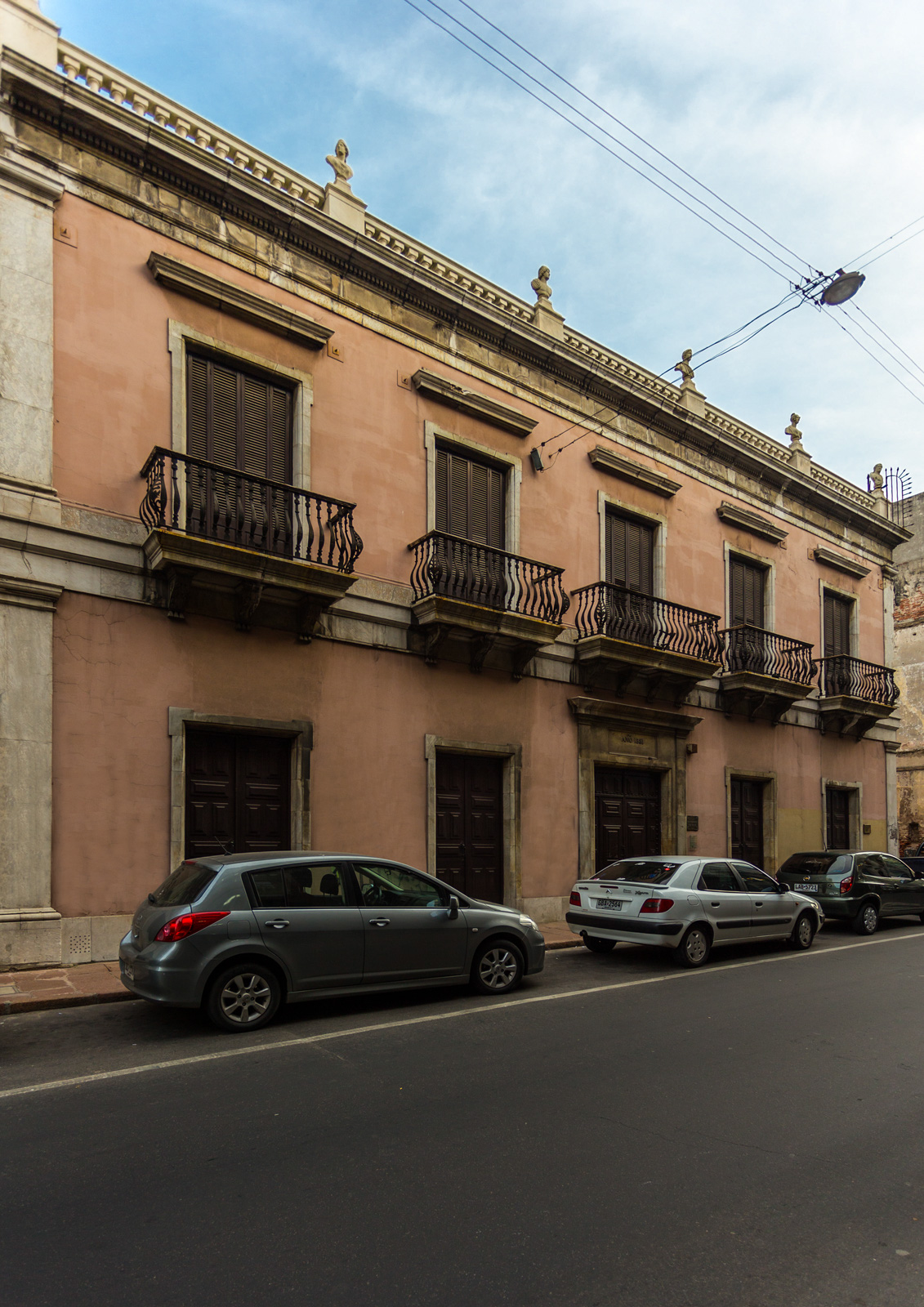
Casa Antonio Montero in Montevideo

Das Casa de los Montero ist ein Bauwerk in der uruguayischen Landeshauptstadt Montevideo.
Das 1831 errichtete Gebäude ist eines der wenigen erhaltenen in der kolonialen Bauweise dieser Epoche der Geschichte Montevideos und befindet sich in der Ciudad Vieja an der Calle 25 de Mayo 428–434 zwischen den Straßen Misiones und Zabala. Architekt des Casa de los Montero war José Toribio. Im anfangs als Wohnhaus für den wohlhabenden Kaufmann Antonio Montero konzipierten Bauwerk, das aufgrund der Verwendung von Marmor für die verzierenden Details des Hauses ursprünglich el Palacio del Marmól (auf Deutsch: Marmor-Palast) genannt wurde, eröffnete am 18. Juli 1896 in einem Teil, vermutlich dem westlichen Abschnitt des Casa de los Montero, mit dem Salón Rouge das erste Kino Uruguays. In den Jahren 1958 bis 1962 fanden Restaurierungsarbeiten unter Leitung der Architekten E. Fernández, R. Fusco Vila und L.A. Raffo sowie der Dirección de Arquitectura des Uruguayischen Bauministeriums (Ministerio de Obras Públicas) statt, die zur heutigen Nutzungsänderung führten. Es beherbergt seit 1962 das Museo Romántico. Das acht Meter hohe, zweistöckige und über eine Grundfläche von 551 m² verfügende Casa de los Montero steht im Eigentum des Uruguayischen Bildungs- und Kulturministeriums (Ministerio de Educación y Cultura).
Seit 1975 ist das Gebäude als Monumento Histórico Nacional klassifiziert.